# Donna Smith
Donna Smith, OAM, (Brisbane, 28 de juny de 1965 - 22 de maig de 1999), va ser una atleta paralímpica australiana i jugadora de bàsquet en cadira de rodes que va guanyar sis medalles a quatre Jocs Paralímpics.
Nascuda a Brisbane, 2 Smith va ser diagnosticada amb càncer d'ossos a l'edat de tretze anys, i una de les seves cames va ser amputada per damunt del genoll.
Als Jocs de Nova York i Stoke Mandeville del 1984, va guanyar una medalla d'or a la prova de llançament de javelina femenina A2, una medalla de plata a la prova de llançament de pes femení A2, i una medalla de bronze a la prova de llançament de disc femení A2. Va guanyar una medalla de plata als Jocs Olímpics d'Estiu de 1988 en la prova de javelina femenina A6A8A9L6.4 Als Paralímpics de Barcelona de 1992, va guanyar una medalla d'or a la prova de javelina femenina THS2, per la que va rebre una medalla de l'Orde d'Austràlia, i una medalla de plata en la prova de llançament de pes femení THS2.
Després es va casar amb Tom Philp i va formar part de l'equip nacional femení de bàsquet en cadira de rodes d'Austràlia als Jocs Paralímpics d'Atlanta 1996. El fill de la parella tenia 10 mesos quan, mentre jugava al bàsquet en cadira de rodes el 22 de maig de 1999, ella va morir d'atac al cor a l'edat de 33 anys.